# 메일 (윈도우)
메일(Mail)은 윈도우 비스타 이상에 포함된 전자 우편과 뉴스그룹 클라이언트이다. 아웃룩 익스프레스의 뒤를 잇는다. 마이크로소프트는 윈도우 메일을 2005년 10월 10일에 채널 9를 통해 시연한 바 있다.
아웃룩 익스프레스와 달리, 윈도우 메일은 인터넷 익스플로러의 구성 요소로 볼 수 없다. 윈도우 메일은 윈도우 서버 2008에도 포함되어 있지 않다.

## 아웃룩 익스프레스와 다른 점

### 새로운 기능
윈도우 메일의 겉모습은 아웃룩 익스프레스와 크게 다르지 않다. 이를테면 도구 모음 아이콘이 윈도우 비스타 인터페이스를 반영한 것과 아웃룩 2003의 일부 인터페이스 기능(오른손잡이 "reading pane")이 포함된 것을 들 수 있다. 그러나, 실제로 바뀐 곳은 많이 있으며 사용자가 눈치를 잘 채지 못할 뿐이다.
- 윈도우 메일은 서버의 도메인 이름이 IPv6를 사용할 경우 IPv6을 사용한다.[2]
- 메일 메시지는 데이터베이스 파일 한 곳에 다 저장되는 것이 아니라, 여러 개의 파일에 저장된다.
- 계정 설정 정보는 더 이상 레지스트리에 저장되지 않는다.
- 스팸 필터링, 최상위 도메인, 인코딩 차단 등의 기능이 추가되었다.
- 피싱 필터도 통합되었다
- "마이크로소프트 도움말 그룹"이 추가되었다. 이것은 마이크로소프트의 뉴스그룹으로 이동하기 위해 미리 구성되어 있는 링크이다.
- 윈도우 비스타가 등장하면서, 윈도우 메일은 문서화된 COM 기반 API를 가지고 있다.[3]

이전에는 아웃룩 익스프레스 오브젝트 모델이 단순 MAPI 메시지 이용 부분에만 문서화되어 있었다.

### 없어진 기능
이전의 아웃룩 익스프레스와 달리, 윈도우 메일은 웹DAV를 통한 웹 기반의 전자우편 서비스를 사용하지 못하게 하는 웹DAV가 없다. 아웃룩 익스프레스가 윈도우 메신저와 통합되어 있는 반면, 윈도우 메일에는 그러한 통합도 없다. 무료로 내려 받을 수 있고, 완전한 기능을 갖춘 응용 프로그램인 윈도우 라이브 메일은 윈도우 라이브 연락처와 통합되어 있다.
아웃룩 익스프레스와 달리, 윈도우 메일은 아이덴티티를 전환하거나 여러 개의 아이덴티티를 하나의 프로그램 안에서 관리하는 기능을 제공하지 않는다. 그 대신, 아이덴티티는 "사용자 계정"에 묶여 있으며, 사용자나 아이덴티티를 추가할 경우 새로운 사용자 계정을 만들게 된다.

## 같이 보기
- 윈도우 라이브 메일
- 아웃룩 익스프레스

## 참조
1. ↑  The new Outlook Express: Windows Mail demoed | scobleizer | Channel 9
2. ↑  “UNINETT: IPv6hostswindows”. 2008년 2월 27일에 원본 문서에서 보존된 문서. 2018년 1월 3일에 확인함.
3. ↑  윈도우 메일 프로그래밍 이용
4. ↑  아웃룩 익스프레스의 개발자 지원 제한
5. ↑  윈도우 메일의 전자우편 아이덴티티